# Птелеа (дем Кожани)
Птелеа, още Фтелия или Сармусалар (на гръцки: Πτελέα, Φτελιά, до 1927 година Σαρμουσαλάρ, Сармусалар), е село в Гърция, в дем Кожани, област Западна Македония.

## География
Птелеа е разположено на 695 m надморска височина, на 6 km североизточно от Кожани.

## История

### В Османската империя
В края на XIX век Сармусалар е турско село в Кожанска каза на Османската империя. Според статистиката на Васил Кънчов („Македония. Етнография и статистика“) през 1900 година в Сари Мисаларъ, Кожанска каза, има 197 турци.
На Етнографската карта на Битолския вилает на Картографския институт в София от 1901 година Сари Мусалер е чисто турско село в Кожанската каза на Серфидженския санджак с 35 къщи.
Според статистика на Серфидженския санджак на гръцкото консулство в Еласона от 1904 година в Сармосалар (Σαρμοσαλάρ), Кожанска каза, живеят 200 турци.

### В Гърция
През Балканската война в 1912 година в селото влизат гръцки части и след Междусъюзническата в 1913 година остава в Гърция. В 1913 година селото (Σαρμουσαλάρ) има 284 жители. През 20-те години населението му се изселва в Турция и на негово място са настанени туркофони бежанци от Турция. В 1928 година селото е изцяло бежанско с 56 семейства и 205 жители бежанци.
На 1 февруари 1927 година името на селото е сменено на Фтелия, а на 16 октомври 1940 година на Птелеа.
Населението традиционно произвежда жито, тютюн и други земеделски продукти.
| Година    | 1913 | 1920 | 1928 | 1940 | 1951 | 1961 | 1971 | 1981 | 1991 | 2001 | 2011 | 2021 |
| --------- | ---- | ---- | ---- | ---- | ---- | ---- | ---- | ---- | ---- | ---- | ---- | ---- |
| Население | 284  | 234  | 135  | 163  | 238  | 258  | 239  | 213  | 175  | 174  | 165  | 112  |